# Road Runner en Wile E. Coyote
Road Runner en Wile E. Coyote zijn twee tekenfilmfiguren uit de Looney Tunes/Merrie Melodies-tekenfilms van de Warner Bros. Studios, die in veel filmpjes een vast duo vormen. Beide werden in 1948 bedacht door Chuck Jones en maakten hun debuut in het filmpje Fast and Furry-ous.

## Road Runner
Road Runner is gebaseerd op de renkoekoek. Hij heeft blauwe veren en staat bekend om zijn enorme snelheid.
In de filmpjes praat Road Runner niet, maar laat wel altijd “miep-miep” horen als hij op volle snelheid voorbij raast. De “miep-miep”-uitspraak (in het Engels “beep-beep”) is ingesproken door Paul Julian, een werknemer van Warner Brothers die dit geluid zelf maakte als hij haast had en wilde dat mensen uit de weg gingen. De eerste serie tekenfilms werd geregisseerd door Chuck Jones.
Er zijn in Nederland ook stripverhalen verschenen van Road Runner. Hij kon hierin wél praten en wel op rijm. Hij werd altijd vergezeld door zijn drie kleine neefjes.

## Wile E. Coyote
Wile E. Coyote (een woordspeling op 'wily', het Engelse woord voor 'sluw') is een bruine antropomorfe coyote, die in alle filmpjes waarin hij met Road Runner te zien is, probeert Road Runner te vangen. De E. in zijn naam zou staan voor Ethelbert volgens getoond in een van de cartoons. Jones baseerde het personage op Mark Twains Roughing It.
Wile E. Coyote staat bekend om zijn sluwheid en het smeden van vele plannen, die door stommiteiten of gebrekkige apparatuur altijd mislukken.
Wile E. Coyote is in tegenstelling tot Road Runner ook te zien in andere filmpjes dan die met hemzelf en Road Runner in de hoofdrol. Zo maakte hij vijfmaal zijn opwachting in een Bugs Bunny-filmpje, beginnend met Operation: rabbit uit 1949. In dit filmpje werd hij voor het eerst bij naam genoemd. Het was ook de eerste tekenfilm waarin de coyote sprak. Zijn stem werd (net als die van Bugs Bunny) ingesproken door Mel Blanc.
In Looney Tunes-strips gepubliceerd in Nederland en uitgegeven door Uitgeverij de Vrijbuiter staat Wile E. Coyote ook bekend als Karel de Coyote.

## Opzet van de tekenfilm
De eerste reeks tekenfilms van Chuck Jones begint met Coyote die de Road Runner achterna zit. Beide razen met een enorme snelheid over de weg, totdat plotseling het beeld wordt stopgezet en er wordt ingezoomd op de twee karakters (meestal eerst Road Runner) waarna er een gefantaseerde Latijnse naam in beeld verschijnt die meestal verwijst naar de snelheid van de Road Runner (bijvoorbeeld Acceleratii Fantasticus) of de honger van de Coyote (bijvoorbeeld Eatibus Vulgaris). Dan loopt het beeld weer en meestal ontsnapt Road Runner op een of andere manier. Een bekende manier is dat hij bliksemsnel het beeld uitrent en dat de mond van Coyote openvalt. Latere regisseurs zouden deze introductie weglaten.
De rest van de tekenfilm gaat dan over Coyote die allerlei mogelijke hulpmiddelen bedenkt om Road Runner te pakken te krijgen (meestal geleverd door Acme). Drie veelgebruikte voorwerpen:
VogelzaadMeestal plaatst hij hier nog een bordje op met de tekst 'Gratis Vogelzaad'. Als Road Runner dan afgeleid is door het vogelzaad (wat hij meestal meteen opeet), probeert Coyote hem te pakken te krijgen.
ExplosievenMeestal gebruikt hij dynamiet, maar ook andere explosieven als vuurwerk of kanonnen zijn mogelijk. Hij probeert hier meestal de Road Runner mee op te blazen.
Rube GoldbergmachinesCoyote gebruikt verschillende voorwerpen die hij zo opstelt dat ze een kettingreactie geven die op het eind de Road Runner moeten vangen.
Coyote krijgt de Road Runner nooit te pakken. Al zijn plannen lopen in de soep en Coyote raakt meestal zwaar toegetakeld. De bekendste scène is wel dat Coyote van een enorme rots afvalt en met rode ogen verder denkt hoe hij de Road Runner wel zou kunnen pakken.
In de tekenfilms wordt meestal niet gesproken (behalve het miep-miep/tong uitsteken van Road Runner), maar de twee communiceren toch weleens door middel van het opsteken van bordjes naar elkaar, het publiek of de striptekenaar. Bovendien schreeuwt Coyote het weleens uit van de pijn, bijvoorbeeld als hij in een cactus terechtkomt. Ook kijkt hij weleens met opgetrokken wenkbrauwen trots naar het publiek, omdat hij denkt dat hij de Road Runner te pakken heeft, maar meestal raakt hij dan zelf in de penarie.

## Lijst van afleveringen
De serie bestaat uit 45 tekenfilms (meestal 6 à 7 minuten), 1 korte film (26 min.), en 3 tekenfilms op het internet (2-3 min.).
| #    | Uitzenddatum      | Titel                         | Speelduur | Aftiteling                           | Aftiteling                           | Wetenschappelijke namen      | Wetenschappelijke namen        |
| #    | Uitzenddatum      | Titel                         | Speelduur | Verhaal geschreven door              | Filmregisseur                        | voor Road Runner             | voor Coyote                    |
| ---- | ----------------- | ----------------------------- | --------- | ------------------------------------ | ------------------------------------ | ---------------------------- | ------------------------------ |
| 01   | 16 september 1949 | Fast and Furry-ous            | 6:55      | Michael Maltese                      | Chuck Jones                          | Accelleratii incredibus      | Carnivorous vulgaris           |
| 02   | 24 mei 1952       | Beep, Beep                    | 6:45      | Michael Maltese                      | Chuck Jones                          | Accelerati incredibilus      | Carnivorous vulgaris           |
| 03   | 23 augustus 1952  | Going! Going! Gosh!           | 6:25      | Michael Maltese                      | Chuck Jones                          | Acceleratti incredibilis     | Carnivorous vulgaris           |
| 04   | 14 september 1953 | Zipping Along                 | 6:55      | Michael Maltese                      | Chuck Jones                          | Velocitus tremenjus          | Road-Runnerus digestus         |
| 05   | 14 augustus 1954  | Stop! Look! And Hasten!!      | 7:00      | Michael Maltese                      | Chuck Jones                          | Hot-roddicus supersonicus    | Eatibus anythingus             |
| 06   | 30 april 1955     | Ready, Set, Zoom!             | 6:55      | Michael Maltese                      | Chuck Jones                          | Speedipus rex                | Famishus-famishus              |
| 07   | 10 december 1955  | Guided Muscle                 | 6:40      | Michael Maltese                      | Chuck Jones                          | Velocitus delectiblus        | Eatibus almost anythingus      |
| 08   | 5 mei 1956        | Gee Whiz-z-z-z                | 6:35      | Michael Maltese                      | Chuck Jones                          | Delicius-delicius            | Eatius birdius                 |
| 09   | 10 november 1956  | There They Go-Go-Go!          | 6:35      | Michael Maltese                      | Chuck Jones                          | Dig-outius tid-bittius       | Famishius fantasticus          |
| 10   | 26 januari 1957   | Scrambled Aches               | 6:50      | Michael Maltese                      | Chuck Jones                          | Tastyus supersonicus         | Eternalii famishiis            |
| 11   | 4 september 1957  | Zoom and Bored                | 6:15      | Michael Maltese                      | Chuck Jones                          | Birdibus zippibus            | Famishus vulgarus              |
| 12   | 12 april 1958     | Whoa, Be-Gone!                | 6:10      | Michael Maltese                      | Chuck Jones                          | Birdius high-ballius         | Famishius vulgaris ingeniusi   |
| 13   | 11 oktober 1958   | Hook, Line and Stinker        | 5:55      | Michael Maltese                      | Chuck Jones                          | Burnius-roadibus             | Famishius-famishius            |
| 14   | 6 december 1958   | Hip Hip-Hurry!                | 6:00      | Michael Maltese                      | Chuck Jones                          | Digoutius-unbelieveablii     | Eatius-slobbius                |
| 15   | 9 mei 1959        | Hot-Rod and Reel!             | 6:25      | Michael Maltese                      | Chuck Jones                          | Super-sonicus-tastius        | Famishius-famishius            |
| 16   | 10 oktober 1959   | Wild About Hurry              | 6:45      | Michael Maltese                      | Chuck Jones                          | Batoutahelius                | Hardheadipus oedipus           |
| 17   | 19 januari 1960   | Fastest with the Mostest      | 7:20      | Geen                                 | Chuck Jones                          | Velocitus incalculii         | Carnivorous slobbius           |
| 18   | 8 oktober 1960    | Hopalong Casualty             | 6:05      | Chuck Jones                          | Chuck Jones                          | Speedipus-rex                | Hard-headipus ravenus          |
| 19   | 21 januari 1961   | Zip 'N Snort                  | 5:50      | Chuck Jones                          | Chuck Jones                          | Digoutius-hot-rodis          | Evereadii eatibus              |
| 20   | 3 juni 1961       | Lickety-Splat                 | 6:20      | Chuck Jones                          | Chuck Jones Abe Levitow              | Fastius tasty-us             | Apetitius giganticus           |
| 21   | 11 november 1961  | Beep Prepared                 | 6:00      | John Dunn Chuck Jones                | Chuck Jones Maurice Noble            | Tid-bittius velocitus        | Hungrii flea-bagius            |
| Film | 2 juni 1962       | Adventures of the Road-Runner | 26:00     |                                      |                                      | Super-Sonnicus Idioticus     | Desertous-operativus Idioticus |
| 22   | 30 juni 1962      | Zoom at the Top               | 6:30      | Chuck Jones                          | Chuck Jones Maurice Noble            | Disappearialis quickius      | Overconfidentii vulgaris       |
| 23   | 31 december 1963  | To Beep or Not to Beep        | 6:35      | John Dunn Chuck Jones                | Chuck Jones Maurice Noble            | Geen                         | Geen                           |
| 24   | 6 juni 1964       | War and Pieces                | 6:40      | John Dunn                            | Chuck Jones Maurice Noble            | Burn-em upus asphaltus       | Caninus nervous rex            |
| 25   | 1 januari 1965    | Zip Zip Hooray!               | 6:15      | John Dunn                            | Geen                                 | Super-sonnicus idioticus     | Geen                           |
| 26   | 1 februari 1965   | Road Runner a Go-Go           | 6:05      | John Dunn                            | Geen                                 | Geen                         | Geen                           |
| 27   | 27 februari 1965  | The Wild Chase                | 6:30      | Geen                                 | Friz Freleng Hawley Pratt            | Geen                         | Geen                           |
| 28   | 31 juli 1965      | Rushing Roulette              | 6:20      | David Detiege                        | Robert McKimson                      | Geen                         | Geen                           |
| 29   | 21 augustus 1965  | Run, Run, Sweet Road Runner   | 6:00      | Rudy Larriva                         | Rudy Larriva                         | Geen                         | Geen                           |
| 30   | 18 september 1965 | Tired and Feathered           | 6:20      | Rudy Larriva                         | Rudy Larriva                         | Geen                         | Geen                           |
| 31   | 9 oktober 1965    | Boulder Wham!                 | 6:30      | Len Janson                           | Rudy Larriva                         | Geen                         | Geen                           |
| 32   | 30 oktober 1965   | Just Plane Beep               | 6:45      | Don Jurwich                          | Rudy Larriva                         | Geen                         | Geen                           |
| 33   | 13 november 1965  | Hairied and Hurried           | 6:45      | Nick Bennion                         | Rudy Larriva                         | Geen                         | Geen                           |
| 34   | 11 december 1965  | Highway Runnery               | 6:45      | Al Bertino                           | Rudy Larriva                         | Geen                         | Geen                           |
| 35   | 25 december 1965  | Chaser on the Rocks           | 6:45      | Tom Dagenais                         | Rudy Larriva                         | Geen                         | Geen                           |
| 36   | 8 januari 1966    | Shot and Bothered             | 6:30      | Nick Bennion                         | Rudy Larriva                         | Geen                         | Geen                           |
| 37   | 29 januari 1966   | Out and Out Rout              | 6:00      | Dale Hale                            | Rudy Larriva                         | Geen                         | Geen                           |
| 38   | 19 februari 1966  | The Solid Tin Coyote          | 6:15      | Don Jurwich                          | Rudy Larriva                         | Geen                         | Geen                           |
| 39   | 12 maart 1966     | Clippety Clobbered            | 6:15      | Tom Dagenais                         | Rudy Larriva                         | Geen                         | Geen                           |
| 40   | 5 november 1966   | Sugar and Spies               | 6:20      | Tom Dagenais                         | Robert McKimson                      | Geen                         | Geen                           |
| 41   | 27 november 1979  | Freeze Frame                  | 6:05      | Chuck Jones (geen on-screen credits) | Chuck Jones (geen on-screen credits) | Semper food-ellus            | Grotesques appetitus           |
| 42   | 21 mei 1980       | Soup or Sonic                 | 9:10      | Chuck Jones                          | Chuck Jones Phil Monroe              | Ultra-sonicus ad infinitum   | Nemesis ridiculii              |
| 43   | 21 december 1994  | Chariots of Fur               | 7:00      | Chuck Jones                          | Chuck Jones                          | Boulevardius-burnupius       | Dogius ignoramii               |
| 44   | 30 december 2000  | Little Go Beep                | 7:55      | Kathleen Helppie-Shipley Earl Kress  | Spike Brandt                         | Morselus babyfatious tastius | Poor schinookius               |
| 45   | 1 november 2003   | The Whizzard of Ow            | 7:00      | Chris Kelly                          | Bret Haaland                         | Geococcyx californianus      | Canis latrans                  |
| Web  | Onbekend          | Judge Granny Case 2           | TBD       |                                      |                                      | Birdius tastius              | Poultrius devourius            |
| Web  | Onbekend          | Wild King Dumb                | TBD       |                                      |                                      | Birdius tastius              | Poultrius devourius            |
| Web  | Onbekend          | Wile E. Coyote Ugly           | TBD       |                                      |                                      | Geen                         | Geen                           |

1. 1 2 3  Gedeelte van de tekenfilm Adventures of the Road-Runner
2. ↑  Dit is de juiste wetenschappelijke naam van Road Runner
3. ↑  Dit is de juiste wetenschappelijke naam van Coyote
4. 1 2 3  Deze tekenfilm staat op internet (looneytunes.warnerbros.com)

In Stop! Look! and Hasten!, volgt Coyote de instructies in een handleiding genaamd How to Build a Burmese Tiger Trap. Toen Coyote het geluid van de geactiveerde val hoorde, sprong hij erheen en raakte direct in paniek, omdat niet de Road Runner erin zat, maar hij een echte Burmese tijger ving, die de wetenschappelijke naam surprisibus! surprisibus! heeft gekregen.
In Soup or Sonic, heeft het "miep-miep" van de Road Runner ook een wetenschappelijke naam gekregen. Deze luidt beepus-beepus.

## Wetten en regels
Zoals in de meeste tekenfilms zijn ook Road Runner en Coyote onderworpen aan de natuurwetten der cartoons. Zo is de Road Runner in staat om een geschilderde afbeelding van een tunnel binnen te gaan, terwijl de Coyote dit niet kan (tenzij er een opening is waar hij dan doorheen kan vallen). Soms hangt de Coyote enige tijd in de lucht, totdat hij beseft dat hij te pletter zal vallen in een ravijn. De Coyote kan rotsen en kanonnen inhalen die al eerder zijn begonnen met vallen en er vervolgens door verpletterd worden. Het is trouwens opmerkelijk dat de Coyote Road Runner nooit te pakken krijgt. Prairiewolven kunnen namelijk een snelheid van 60 km/h bereiken terwijl renkoekoeken slechts 37 km/h halen.
In Chuck Amuck: The Life and Times Of An Animated Cartoonist wordt beweerd dat Chuck Jones en de tekenaars van de tekenfilms van Road Runner simpele, maar strikte regels volgden:
1. Road Runner kan Coyote geen kwaad doen, tenzij hij "miep-miep" zegt.
2. Geen externe kracht kan Coyote kwaad doen (alleen zijn eigen stommiteiten of de ondeugdelijkheid van een Acme-product).
3. De Coyote had altijd kunnen stoppen, ALS hij geen fanaat zou zijn geweest (herhaal: "Een fanaat is iemand die zijn inspanning verdubbelt, als hij zijn doel is vergeten." —George Santayana).
4. Geen dialoog, behalve het "miep-miep".
5. Road Runner moet op de weg blijven, om de simpele reden dat hij een Road Runner is.
6. De hele tekenfilm moet zich afspelen in de natuurlijke omgeving van de twee karakters: de zuidwestelijke Amerikaanse woestijn.
7. Alle gereedschap, wapens of mechanische apparaten moeten bij Acme aangeschaft zijn.
8. Zorg er indien mogelijk voor dat de zwaartekracht de grootste vijand van de Coyote is.
9. De Coyote wordt altijd meer vernederd dan gewond door zijn mislukkingen.
10. De sympathie van het publiek moet naar Coyote blijven uitgaan.

Deze regels werden niet altijd opgevolgd en in een interview van jaren na beëindiging van de serie, zei schrijver Michael Maltese dat hij nooit van deze 'regels' had gehoord.

## Ralph Wolf
Chuck Jones kwam in 1953 met eveneens een soortgelijke setting, maar dan met een hond (genaamd Sam) die over zijn schapen waakt, waarbij deze belaagd wordt door een wolf. De karakter Ralph Wolf lijkt een tweelingbroer van Wile E. Coyote te zijn, met slechts minimale verschillen: Ralph heeft witte ogen (die van de coyote zijn geel) en een rode neus (de coyote heeft een zwarte neus).